# Craig Breedlove

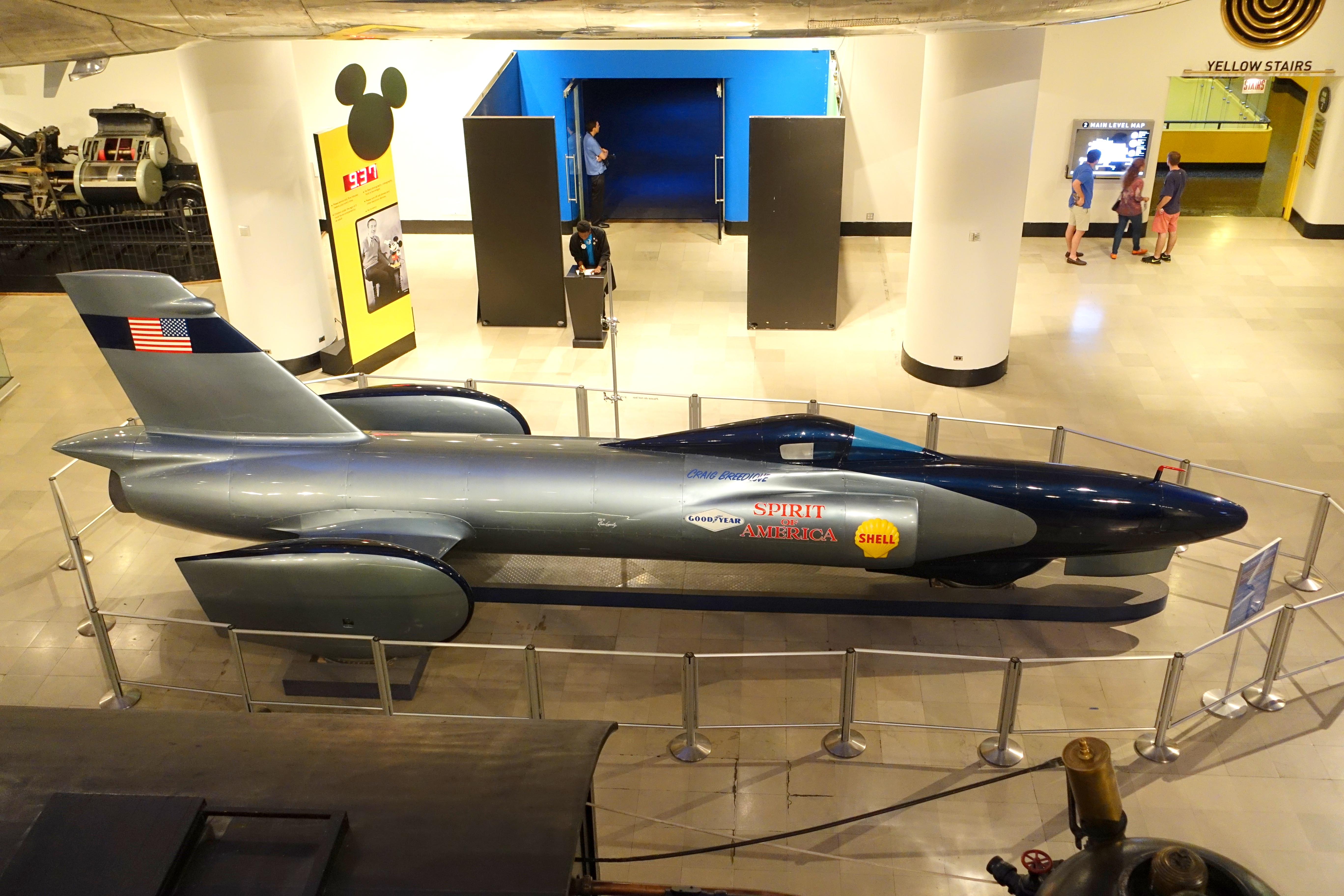
Spirit of America, Museum of Science and Industry, Chicago

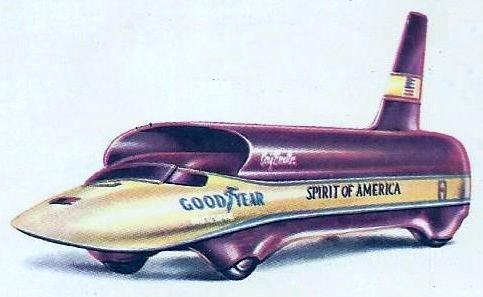
Spirit of America Sonic 1

Craig Breedlove (* 23. März 1937 in Los Angeles, Kalifornien; † 4. April 2023 in Rio Vista, Kalifornien) war ein US-amerikanischer Automobilrennfahrer.

## Karriere
Craig Breedlove war fünffacher Inhaber des Landgeschwindigkeitsrekords und war jeweils der Erste, der die so genannten magischen Grenzen von 400 mph, 500 mph und 600 mph brach. Er benutzte mehrere Fahrzeuge mit Strahltriebwerk, die alle den Namen „Spirit of America“ trugen.

## Rekorde

### „Land Speed Records“
| 5. September 1963 | Breedlove erreichte 408,312 mph (657,114 km/h) auf den Bonneville Salt Flats, Utah, was ihn zum Halter des Landgeschwindigkeitsrekords machte. Weil das Fahrzeug dreirädrig war, wurde der Rekord nur von der FIM anerkannt. |
| 13. Oktober 1964  | Breedlove erreichte 468,719 mph (754,330 km/h) mit seinem Spirit of America auf den Bonneville Salt Flats, was Art Arfons den Landgeschwindigkeitsrekord entriss. |
| 15. Oktober 1964  | Nur zwei Tage später brach Breedlove seinen eigenen Rekord und überschritt die Grenze von 500 mph mit 526,277 mph (846,861 km/h). Wieder fuhr er den Spirit of America auf den Bonneville Salt Flats, Utah. Bei der Rekordfahrt versagten die Bremsschirme, das Fahrzeug verunglückte und wurde unbrauchbar. Bis zur nächsten Rekordsaison entstand der Spirit of America Sonic 1. |
| 2. November 1965  | Breedlove erreichte 555,485 mph (893,966 km/h) im Spirit of America Sonic 1 auf den Bonneville Salt Flats, was ihm den Landgeschwindigkeitsrekord von Art Arfons zurückbrachte. |
| 15. November 1965 | Dreizehn Tage später überschritt Breedlove die Marke von 600 mph mit 600,842 mph (966,961 km/h) im Spirit of America Sonic 1 auf den Bonneville Salt Flats, um mit Arfons Schritt zu halten. |

### Ausdauer- und Geschwindigkeitsrekorde für AMC

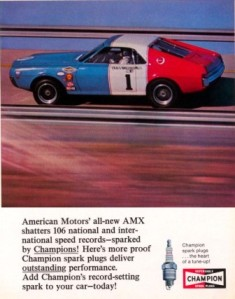
Werbeanzeige von 1968, in der Champion Zündkerzen mit Breedloves Rekorden wirbt

Craig Breedlove wurde 1968 von der American Motors Corporation (AMC) engagiert, um mit zwei Modellen des Autoherstellers, dem Javelin und dem AMX, Geschwindigkeits- und Ausdauerrekorde aufzustellen.
Im Januar 1968, einen Monat vor der offiziellen Einführung des AMX-Modells, stellten Breedlove, seine Frau Lee und Ron Dykes vierzehn vom United States Automobile Club (USAC) und der Fédération Internationale de l’Automobile (FIA) zertifizierte Geschwindigkeitsrekorde für Autos in der „offenen Hubraumklasse“ und 106 nationale und internationale Geschwindigkeits- und Ausdauerrekorde für Autos mit weniger als 8,0 l (488 cui) Hubraum auf.
Zwei Autos wurden für Ausdauergeschwindigkeitsrekorde auf einer fünf Meilen langen Strecke mit überhöhten Kurven (Banked Track) in Texas vorbereitet. Zu den dabei gebrochenen bisherigen Rekorden gehörte die Bestmarke eines AMX der Klasse C (Nr. 2, das Auto von Lee Breedlove) mit dem serienmäßigen 4,8-l AMC-V8-Motor („aufgebohrt“ auf 304 Kubikzoll) mit 4-Gang-Schaltgetriebe, das einen 24-Stunden-Durchschnitt von 226,58 km/h (140,79 mph) erreichte, den Craig und seine Frau Lee einstellten.
Neue Rekorde wurden mit dem AMX der Klasse B (Nr. 1, das Auto von Craig Breedlove) mit dem wahlweise 6,4 l (390 cui) großen AMX V8 (397 Kubikzoll) mit einem 3-Gang-Automatikgetriebe aufgestellt, unter anderem mit 280,501 km/h über die Distanz von 75 mi (121 km) mit fliegendem Start und 278,487 km/h über eine Distanz von 100 mi (161 km) mit stehendem Start.
Nachdem die Autos im Februar 1968 auf der Chicago Auto Show ausgestellt worden waren, startete Breedlove mit dem AMX in Bonneville. Dort stellte er einen vom USAC offiziell anerkannten Rekord von 304 km/h (189 mph), sowie eine inoffizielle (da nicht in einem zweiten Lauf bestätigte) Bestmarke von 320 km/h (200 mph) auf. Später im Jahr trat American Motors in der C/Production-Klasse in Bonneville in drei ähnlich ausgestatteten Javelins mit 5,6-l-AMC-V8-Motoren mit speziellen Edelbrock-Ansaugkrümmern und überarbeiteten Zylinderköpfen an. Im November 1968 stellte der von Breedlove gefahrene „Speed Spectacular Javelin“ mit 260,28 km/h einen Geschwindigkeitsrekord auf, der mehrere Jahre Bestand hatte.

## Sonstiges
Craig Breedlove spielte in dem 1974 veröffentlichten Spielfilm White Salt and Sunshine zusammen mit Art Arfons und Mickey Thompson eine der Hauptrollen. Außerdem trat er in mehreren Fernsehshows auf, zum Beispiel What’s My Line? und I’ve Got a Secret. Er wirkte auch in der Dokumentation Hot Rod Action mit, in der er sich selbst spielte.
Der Song Spirit of America auf dem Album Little Deuce Coupe der US-amerikanischen Band The Beach Boys bezieht sich auf den ersten Rekord von Breedlove im Jahr 1963.
1993 wurde Breedlove in die Motorsports Hall of Fame of America, 2000 in die International Motorsports Hall of Fame und 2009 in die Automotive Hall of Fame aufgenommen.